# Фэрбанкс-Норт-Стар
Фэрбанкс-Норт-Стар (англ. Fairbanks North Star Borough; широко используется Фэрбенкс-Норт-Стар) — боро в штате Аляска, США. Население по данным переписи 2010 года составляет 97 581 человек. Административный центр — Фэрбанкс.

## География
Площадь боро — 19 280 км², из которых 19 010 км² занимает суша и 270 км² (1,4 %) занимают открытые водные пространства.

## Население
По данным переписи 2000 года, население боро составляет 82 840 человек. Плотность населения равняется 4,3 чел/км². Расовый состав боро включает 77,79 % белых; 5,60 % чёрных или афроамериканцев; 6,90 % коренных американцев; 2,08 % азиатов; 0,30 % выходцев с тихоокеанских островов; 1,71 % представителей других рас и 5,39 % представителей двух и более рас. 4,15 % из всех рас — латиноамериканцы.
Из 29 777 домохозяйств 41,3 % имеют детей в возрасте до 18 лет, 54,7 % являются супружескими парами, проживающими вместе, 9,3 % являются женщинами, проживающими без мужей, а 31,1 % не имеют семьи. 23,6 % всех домохозяйств состоят из отдельно проживающих лиц, в 3,6 % домохозяйств проживают одинокие люди в возрасте 65 лет и старше. Средний размер домохозяйства составил 2,68, а средний размер семьи — 3,20.
В боро проживает 30,1 % населения в возрасте до 18 лет; 12,2 % от 18 до 24 лет; 33,3 % от 25 до 44 лет; 19,8 % от 45 до 64 лет и 4,6 % в возрасте 65 лет и старше. Средний возраст населения — 30 лет. На каждые 100 женщин приходится 109,1 мужчин. На каждые 100 женщин в возрасте 18 лет и старше приходится 110,9 мужчин.
Динамика численности населения по годам:
| 1960   | 1970   | 1980   | 1990   | 2000   | 2010   |
| ------ | ------ | ------ | ------ | ------ | ------ |
| 43 412 | 45 864 | 53 983 | 77 720 | 82 840 | 97 581 |

### Города
- Фэрбанкс
- Норт-Пол

### Статистически обособленные местности
- Баджер[англ.]
- Чена-Ридж[англ.]
- Колледж
- Эстер
- Фармерс-Луп[англ.]
- Фокс
- Голдстрим[англ.]
- Хардин-Берч-Лейкс[англ.]
- Мус-Крик[англ.]
- Плезант-Валли[англ.]
- Салча
- Стил-Крик[англ.]
- Ту-Риверс[англ.]